# Mannschaftskader der I liga (Schach) 1974
Die Liste der Mannschaftskader der I liga (Schach) 1974 enthält alle Spieler, die in der I liga der polnischen Mannschaftsmeisterschaft im Schach 1974 mindestens einmal eingesetzt wurden, mit ihren Ergebnissen.

## Allgemeines
Während Łączność Bydgoszcz, Pocztowiec Poznań, Anilana Łódź, Start Katowice und Hutnik Nowa Huta mit je sieben eingesetzten Spielern auskamen, spielten bei Lech Poznań elf Spieler mindestens eine Partie. Insgesamt kamen 97 Spieler zum Einsatz, von 43 keinen Wettkampf versäumten.
Punktbeste Spielerin war Hanna Ereńska-Radzewska (Pocztowiec Poznań) mit 9,5 Punkten aus 11 Partien. Jerzy Konikowski (Hutnik Nowa Huta) und Grzegorz Chrapkowski (Łączność Bydgoszcz) erreichten je 8,5 Punkte aus 11 Partien. Mit Stefan Brzózka (Maraton Warszawa) und Zdzisław Wojcieszyn (Start Lublin) erreichten zwei Spieler 100 %, beide spielten je eine Partie.

## Legende
Die nachstehenden Tabellen enthalten folgende Informationen:
- Nr.: Ranglistennummer; ein zusätzliches „W“ bezeichnet Frauen
- Titel: FIDE-Titel zum Zeitpunkt des Turniers; IM = Internationaler Meister, WIM = Internationale Meisterin der Frauen
- Elo: Elo-Zahl vom 1. Mai 1974; bei Spielern ohne Elo-Zahl ist die nationale Wertung eingeklammert angegeben
- Pkt.: Anzahl der erreichten Punkte
- Partien: Anzahl der gespielten Partien

## KS Maraton Warszawa
| Nr. | Titel | Name                     | Elo    | Pkt. | Partien |
| --- | ----- | ------------------------ | ------ | ---- | ------- |
| 1   | IM    | Włodzimierz Schmidt      | 2500   | 7    | 11      |
| 2   |       | Aleksander Sznapik       | 2325   | 8    | 11      |
| 3   | IM    | Romuald Grąbczewski      | 2425   | 6,5  | 10      |
| 4   |       | Andrzej Adamski          | (2266) | 8    | 10      |
| 5   |       | Stefan Witkowski         | 2335   | 2,5  | 3       |
| 6   |       | Wojciech Ehrenfeucht     | (2139) | 4    | 7       |
| 7   |       | Roman Dworzyński         | (2121) | 1,5  | 2       |
| 8   |       | Stefan Brzózka           | (2126) | 1    | 1       |
| W1  |       | Elżbieta Kowalska-Lipska | 2000   | 4    | 11      |

## MKS Start Lublin
| Nr. | Titel | Name                 | Elo    | Pkt. | Partien |
| --- | ----- | -------------------- | ------ | ---- | ------- |
| 1   |       | Krzysztof Pytel      | 2405   | 7    | 11      |
| 2   | IM    | Andrzej Sydor        | 2395   | 5    | 10      |
| 3   |       | Zbigniew Jamroz      | 2260   | 7    | 11      |
| 4   |       | Henryk Dobosz        | (2152) | 6,5  | 9       |
| 5   |       | Sławomir Wach        | (2156) | 6,5  | 10      |
| 6   |       | Krzysztof Zakrzewski | (2179) | 1,5  | 3       |
| 7   |       | Zdzisław Wojcieszyn  | (1956) | 1    | 1       |
| W1  | WIM   | Bożena Pytel         | 2010   | 6    | 9       |
| W2  |       | Zofia Ciechocińska   | (1600) | 0,5  | 2       |

## KS Łączność Bydgoszcz
| Nr. | Titel | Name                 | Elo    | Pkt. | Partien |
| --- | ----- | -------------------- | ------ | ---- | ------- |
| 1   |       | Jerzy Pokojowczyk    | (2310) | 6,5  | 11      |
| 2   |       | Andrzej Maciejewski  | 2380   | 8    | 11      |
| 3   |       | Julian Gralka        | (2127) | 7,5  | 11      |
| 4   |       | Waldemar Jagodziński | (1984) | 6    | 11      |
| 5   |       | Grzegorz Chrapkowski | (2112) | 8,5  | 11      |
| W1  |       | Lidia Turczynowicz   | (1727) | 4    | 10      |
| W2  |       | Hanna Jagodzińska    | (1600) | 0    | 1       |

## WKSz Legion Warszawa
| Nr. | Titel | Name                  | Elo    | Pkt. | Partien |
| --- | ----- | --------------------- | ------ | ---- | ------- |
| 1   |       | Jan Adamski           | 2405   | 7,5  | 11      |
| 2   |       | Andrzej Filipowicz    | 2430   | 3    | 6       |
| 3   |       | Rafał Marszałek       | 2350   | 5,5  | 11      |
| 4   |       | Janusz Szukszta       | (2171) | 3,5  | 7       |
| 5   |       | Anatol Łokasto        | 2275   | 7    | 10      |
| 6   |       | Marek Fijałkowski     | (2131) | 4,5  | 5       |
| 7   |       | Robert Bugajski       | (1988) | 2    | 5       |
| W1  | WIM   | Mirosława Litmanowicz | 2110   | 5    | 11      |

## MZKS Pocztowiec Poznań
| Nr. | Titel | Name                    | Elo    | Pkt. | Partien |
| --- | ----- | ----------------------- | ------ | ---- | ------- |
| 1   |       | Włodzimierz Kruszyński  | 2270   | 5,5  | 11      |
| 2   |       | Przemysław Ereński      | (2107) | 5    | 11      |
| 3   |       | Włodzimierz Kałużny     | (1900) | 3    | 11      |
| 4   |       | Adam Wiland             | (1900) | 6    | 10      |
| 5   |       | Marian Nowacki          | (1978) | 6    | 11      |
| 6   |       | Lech Tarkowski          | (1900) | 0    | 1       |
| W1  | WIM   | Hanna Ereńska-Radzewska | 2150   | 9,5  | 11      |

## KS Anilana Łódź
| Nr. | Titel | Name               | Elo    | Pkt. | Partien |
| --- | ----- | ------------------ | ------ | ---- | ------- |
| 1   |       | Witold Balcerowski | 2365   | 5,5  | 11      |
| 2   |       | Tadeusz Żółtek     | 2345   | 5    | 11      |
| 3   |       | Jan Łachut         | (2128) | 5    | 10      |
| 4   |       | Romuald Grzelak    | (2012) | 1    | 5       |
| 5   |       | Waldemar Świć      | (2048) | 7,5  | 10      |
| 6   |       | Zbigniew Bator     | (2100) | 3    | 8       |
| W1  |       | Grażyna Szmacińska | (1800) | 7    | 11      |

## KKS Lech Poznań
| Nr. | Titel | Name               | Elo    | Pkt. | Partien |
| --- | ----- | ------------------ | ------ | ---- | ------- |
| 1   | IM    | Zbigniew Doda      | 2410   | 6    | 11      |
| 2   |       | Ryszard Bernard    | 2380   | 5,5  | 10      |
| 3   |       | Bogdan Pietrusiak  | 2300   | 5    | 11      |
| 4   |       | Ignacy Nowak       | 2275   | 5,5  | 11      |
| 5   |       | Bolesław Rożański  | (1951) | 0    | 2       |
| 6   |       | Kajetan Przysiecki | (1900) | 3,5  | 5       |
| 7   |       | Marcin Bernat      | (1700) | 1,5  | 4       |
| 8   |       | Waldemar Krych     | (1700) | 0    | 1       |
| W1  |       | Kamila Dembecka    | (1869) | 3,5  | 5       |
| W2  |       | Danuta Adamczewska | (1742) | 1,5  | 5       |
| W3  |       | Urszula Majewicz   | (1400) | 0    | 1       |

## KS Start Katowice
| Nr. | Titel | Name                 | Elo    | Pkt. | Partien |
| --- | ----- | -------------------- | ------ | ---- | ------- |
| 1   |       | Jacek Bielczyk       | (2249) | 1,5  | 4       |
| 2   |       | Adam Dzięciołowski   | (2171) | 4,5  | 11      |
| 3   |       | Karol Pinkas         | 2330   | 5,5  | 11      |
| 4   |       | Jan Widera           | (2100) | 5    | 11      |
| 5   |       | Stefan Kipiński      | (2052) | 0,5  | 7       |
| 6   |       | Zbigniew Hurnik      | (1900) | 6    | 11      |
| W1  | WIM   | Krystyna Radzikowska | 2160   | 6,5  | 11      |

## KS Hutnik Nowa Huta
| Nr. | Titel | Name                | Elo    | Pkt. | Partien |
| --- | ----- | ------------------- | ------ | ---- | ------- |
| 1   | IM    | Jerzy Kostro        | 2385   | 6,5  | 11      |
| 2   |       | Jerzy Konikowski    | (2219) | 8,5  | 11      |
| 3   |       | Ryszard Gąsiorowski | (2170) | 6,5  | 9       |
| 4   |       | Stanisław Porębski  | (2067) | 6    | 11      |
| 5   |       | Marek Rogalewicz    | (1900) | 4,5  | 10      |
| 6   |       | Tadeusz Maczek      | (1900) | 0    | 3       |
| W1  |       | Sylwia Konikowska   | (1600) | 3,5  | 11      |

## FKS Avia Świdnik
| Nr. | Titel | Name              | Elo    | Pkt. | Partien |
| --- | ----- | ----------------- | ------ | ---- | ------- |
| 1   |       | Zbigniew Szymczak | (2191) | 3,5  | 11      |
| 2   |       | Zbigniew Księski  | (1900) | 3,5  | 11      |
| 3   |       | Tadeusz Lipski    | (2094) | 5,5  | 11      |
| 4   |       | Jacek Mardarowicz | (1900) | 4    | 10      |
| 5   |       | Michał Praszak    | (1900) | 4,5  | 11      |
| 6   |       | Tomasz Murat      | (1936) | 0    | 1       |
| W1  |       | Anna Jurczyńska   | 2080   | 0    | 1       |
| W2  |       | Irena Kasprzyk    | 2120   | 8    | 10      |

## WKS Flota Gdynia
| Nr. | Titel | Name                  | Elo    | Pkt. | Partien |
| --- | ----- | --------------------- | ------ | ---- | ------- |
| 1   |       | Zygmunt Pioch         | 2280   | 4    | 11      |
| 2   |       | Stanisław Szczepaniec | (2095) | 1,5  | 11      |
| 3   |       | Marcin Banaszek       | (2077) | 4    | 11      |
| 4   |       | Janusz Pazurkiewicz   | (1900) | 0,5  | 3       |
| 5   |       | Krzysztof Czapczyk    | (1900) | 4,5  | 9       |
| 6   |       | Rudolf Hoffman        | (1900) | 3,5  | 10      |
| W1  |       | Halina Szpakowska     | (1790) | 3,5  | 6       |
| W2  |       | Władysława Górska     | (1787) | 1,5  | 5       |

## SKS Start Łódź
| Nr. | Titel | Name               | Elo    | Pkt. | Partien |
| --- | ----- | ------------------ | ------ | ---- | ------- |
| 1   |       | Andrzej Łuczak     | (2318) | 0,5  | 2       |
| 2   |       | Wiktor Matkowski   | (2236) | 0    | 2       |
| 3   |       | Horst Podolski     | (2110) | 0,5  | 1       |
| 4   |       | Ryszard Zgorzelski | (2076) | 3,5  | 11      |
| 5   |       | Ryszard Wolny      | (1998) | 4    | 11      |
| 6   |       | Jan Gadaliński     | (2133) | 3,5  | 10      |
| 7   |       | Krzysztof Pilc     | (1900) | 0,5  | 9       |
| 8   |       | H.Mickiewicz       | (1900) | 1    | 9       |
| W1  |       | Lucyna Krawcewicz  | (1786) | 2    | 11      |